# Castanha da Terra Fria
O Castanha da Terra Fria DOP é um produto de origem portuguesa com Denominação de Origem Protegida pela União Europeia (UE) desde 21 de junho de 1996.

## Agrupamento gestor
O agrupamento gestor da denominação de origem protegida "Castanha da Terra Fria" é a Associação de Produtores de Castanha do Concelho de Bragança.